# キリスト哀悼 (フリンク)
『キリスト哀悼』（キリストあいとう、蘭: De treurenden over Christus、英: Lamentation）は、17世紀のオランダ絵画黄金時代の画家ホーファールト・フリンクが1637年にキャンバス上に油彩で制作した絵画である。	中央下に「G. Flinck.f 1637」という画家の署名と制作年が記されている。作品は2006年に購入されて以来、東京の国立西洋美術館に所蔵されている。

## 作品
フリンクは1633年にアムステルダムに移り、おそらく3年間、巨匠レンブラントに師事した。1637年に制作された本作はフリンクの最も初期の作品の1つで、意識的にレンブラントに近づき、レンブラントの様式を誇示するかのように描いている。とりわけ抑制された色調や大胆な明暗表現などには、はっきりとレンブラントの影響が見て取れる。

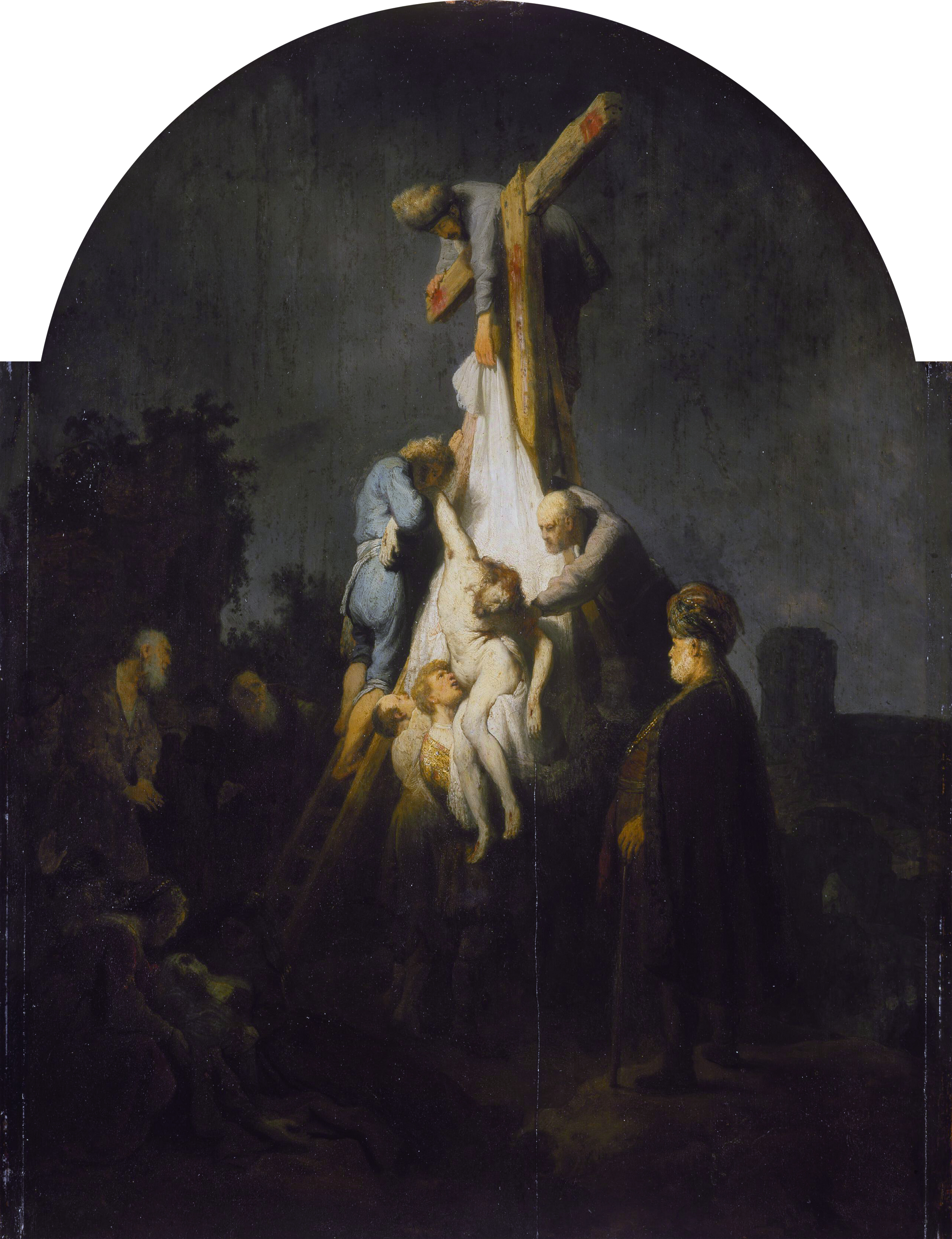
レンブラント・ファン・レイン 『キリスト降架』 (1611年ごろ)、アルテ・ピナコテーク、ミュンヘン。左側にターバンを巻いたニコデモが描かれている。

夕闇が次第に濃くなっていく風景の中、磔刑にされたイエス・キリストの遺骸が十字架より降ろされ、地面に横たえられている。キリストの足元に屈み、自らの髪でキリストの足をぬぐうのはマグダラのマリアで、キリストの手を取る若い男性は福音記者ヨハネである。聖母マリアは悲しみのあまり気を失い、女たちに支えられている。梯子に上って罪票を外そうとしているはアリマタヤのヨセフで、その足元では壮年のニコデモが作業を見守っている。この2人はキリストの教えに対する密かな共鳴者たちであった。フリンクは人物たちを神秘的な光の中に表したが、背景の薄闇の中にはエルサレムの町のシルエットとそこに帰っていく兵士たちの姿が認められる。
なお、ターバンを巻いたニコデモや、キリストの頭部近くに跪き、布で顔を覆って泣く女の表現は、レンブラントの作品から取り入れられている。